# Mangua sana
Mangua sana är en spindelart som beskrevs av Forster 1990. Mangua sana ingår i släktet Mangua och familjen Synotaxidae. Inga underarter finns listade i Catalogue of Life.